# Туманность Гантель
Туманность Гантель (также известная как Объект Мессье 27, M 27, или NGC 6853) является планетарной туманностью в созвездии Лисички, находится на расстоянии 1250 световых лет от Земли.
Этот объект был первой планетарной туманностью, открытой Шарлем Мессье (в 1764). Видимая яркость 7,4 звёздной величины и диаметр около 8 угловых минут.
Возраст Туманности Гантель оценивается от 3000 до 4000 лет.

## Наблюдения
Эта планетарная туманность — один из самых замечательных объектов для любительских наблюдений. M 27 — крупная, относительно яркая и при этом легко находится. При поиске (подойдет даже бинокль) следует ориентироваться на кончик Стрелы — звезду γ Sge. «Гантель» расположена 3-я градусами севернее (выше, в направлении Лебедя) под звездочкой 14 Vul 5-й звездной величины. Туманность можно различить даже при наличии городского освещения, но лучше, конечно, выбрать безлунную ночь подальше от города. Странную гантелеобразную форму туманности можно уловить уже в телескоп с апертурой от 80 мм. В среде российских наблюдателей M 27 часто называют «Огрызком» — яркая часть туманности похожа на не до конца съеденное яблоко, американцы иногда сравнивают форму с коробочкой хлопчатника. В телескоп с большей апертурой можно заметить по бокам у яркой части туманности более слабые «уши», которые дополняют её форму до лимонообразной. Сквозь само тело туманности просвечивает несколько звезд.
В наблюдениях этой туманности (особенно при засвеченном небе) значительно помогают усилить контраст «дипскай»-фильтры OIII и UHC.
На западе от M 27 (примерно в 8 градусах) расположен любопытный астеризм (рисунок из звезд) в форме вешалки-плечиков Cr 399.

### Соседи по небу из каталога Мессье
- M 71 — (к югу в центре Стрелы) самое рассеянное из шаровых скоплений Мессье;
- M 56 — (на северо-запад, по другую сторону от головы Лебедя, β Cyg) неяркое шаровое скопление затерянное среди звезд Млечного Пути;
- M 29 — (на север, около центра Лебедя у γ Cyg) рассеянное скопление;

### Последовательность наблюдения в «Марафоне Мессье»
…M 94 → M 106 → M 27 → M 53 → M 64…